# 古谷泰時
古谷 泰時（ふるや やすとき、1979年9月25日 - ）は、ジャカルタ生まれの日本の俳優である。身長177センチメートル。

## 出演

### Vシネマ
- 練鑑ブラザーズ ゲッタマネー!（2001年、柏原寛司監督作品）
- 実録 柳川組外伝（2002年、横井健司監督作品）

### 映画
- 竜馬の妻とその夫と愛人（2002年、市川準監督作品）
- 輪廻（2006年、清水崇監督作品）
- 告白 ナースの残業（2009年、高明監督作品） - 風俗の客 役

### 舞台
- 現代制作舎30周年記念公演 二丁目のティンカーベル
- レストラン公演 本日開店 - CREW出張
- GO-I-NN-KYO

### CM
- ウコンの力（ハウス食品）

| スタブアイコン | サブスタブ | この項目は、まだ閲覧者の調べものの参照としては役立たない、俳優（男優・女優）に関連した書きかけの項目です。この項目を加筆・訂正などしてくださる協力者を求めています（P:映画/PJ芸能人）。 |